# Dicranomyia tokara
Dicranomyia tokara är en tvåvingeart som först beskrevs av Nobuchi 1955.  Dicranomyia tokara ingår i släktet Dicranomyia och familjen småharkrankar. Inga underarter finns listade i Catalogue of Life.